# Parlor

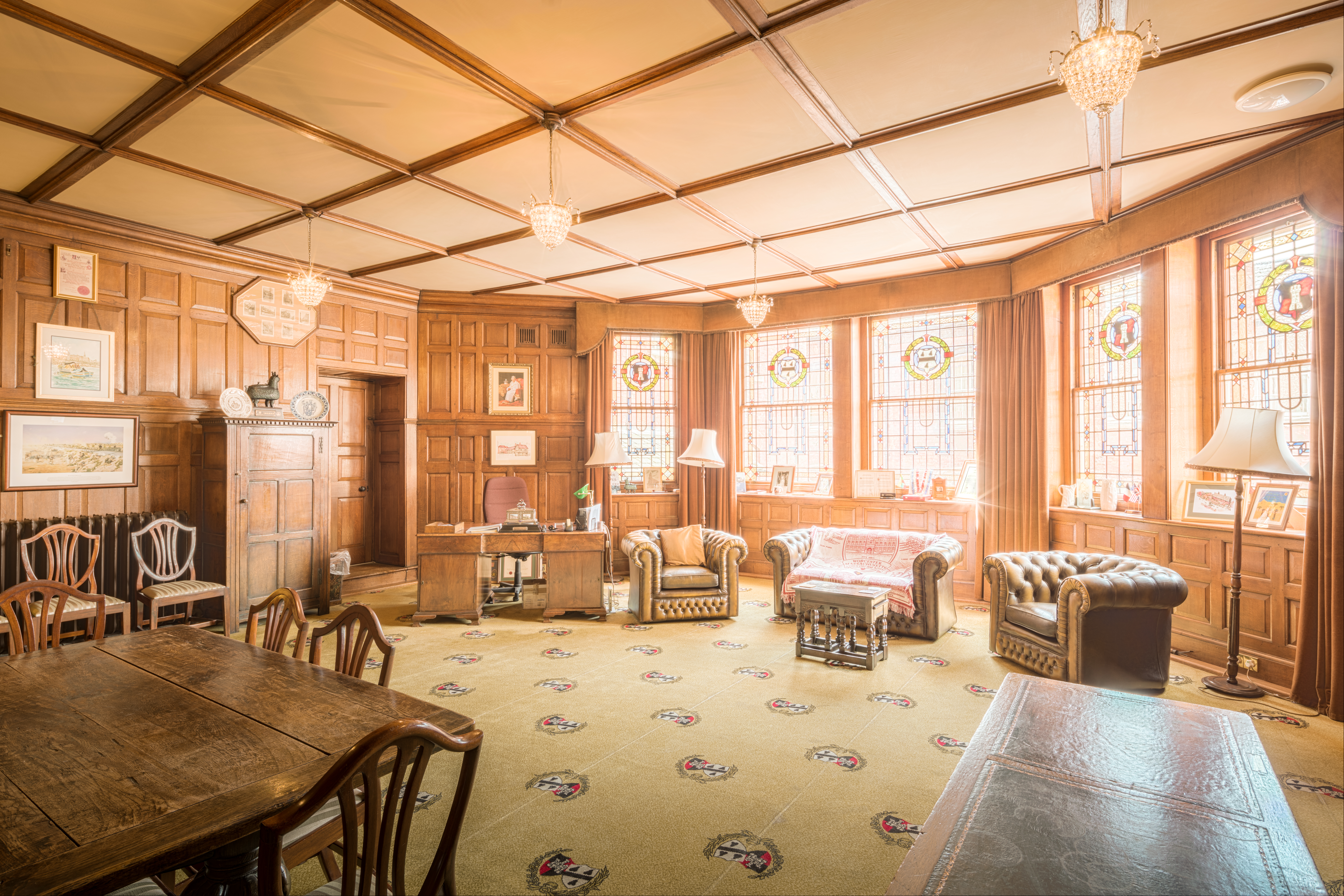
Parlor do prefeito. Worcester Guildhall. Inglaterra. (2017)

Parlor ou parlour, com origem do francês antigo parleur, do anglo-normando parlur e do inglês britânico parler, que significa falar em português, é uma variedade de diferentes salas de recepção e espaços públicos. Em uma residência é a sala de estar, e em um comércio pode ser a sala de recepção ou showroom.

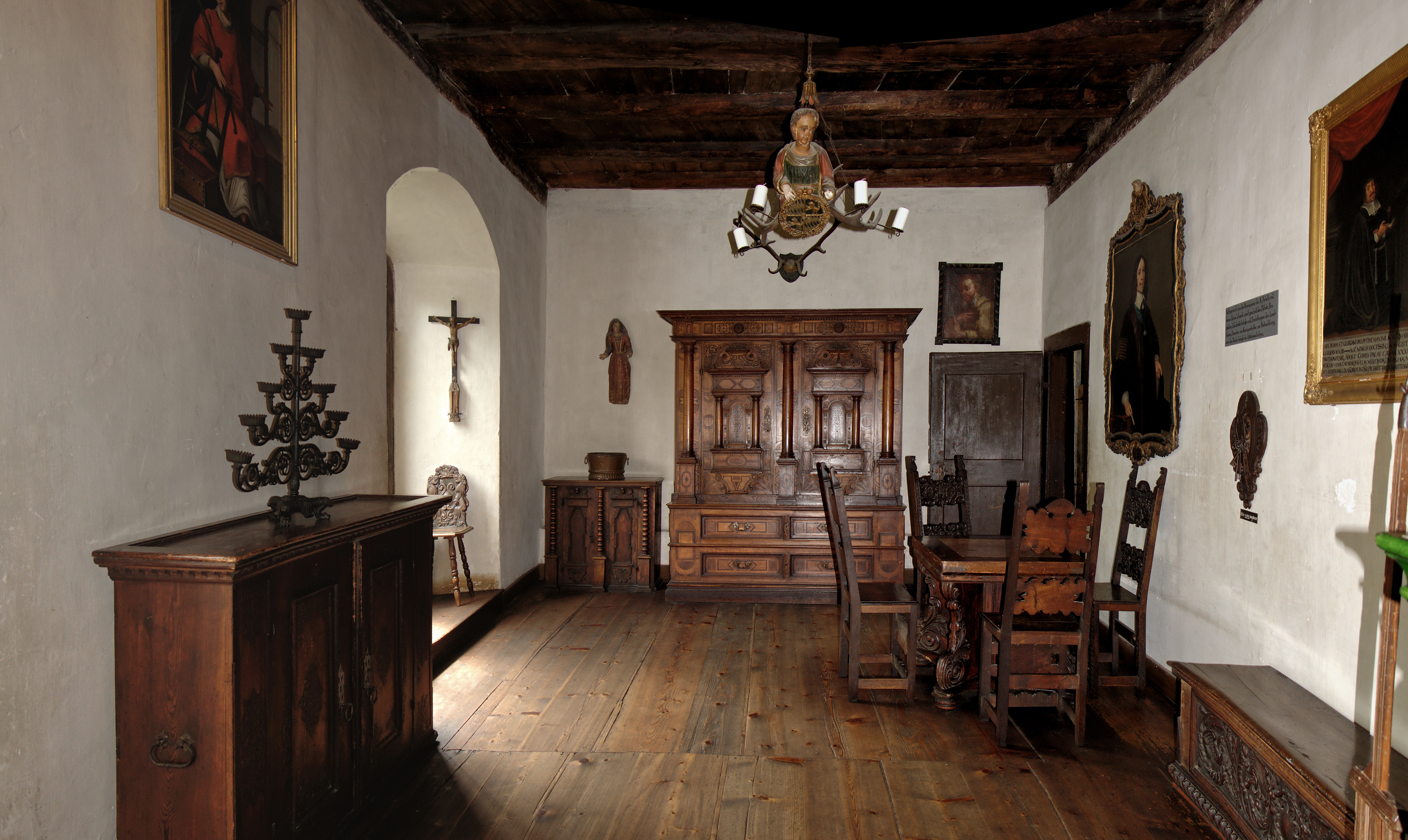
Parlor do século XVI. Castelo Meersburg. Alemanha

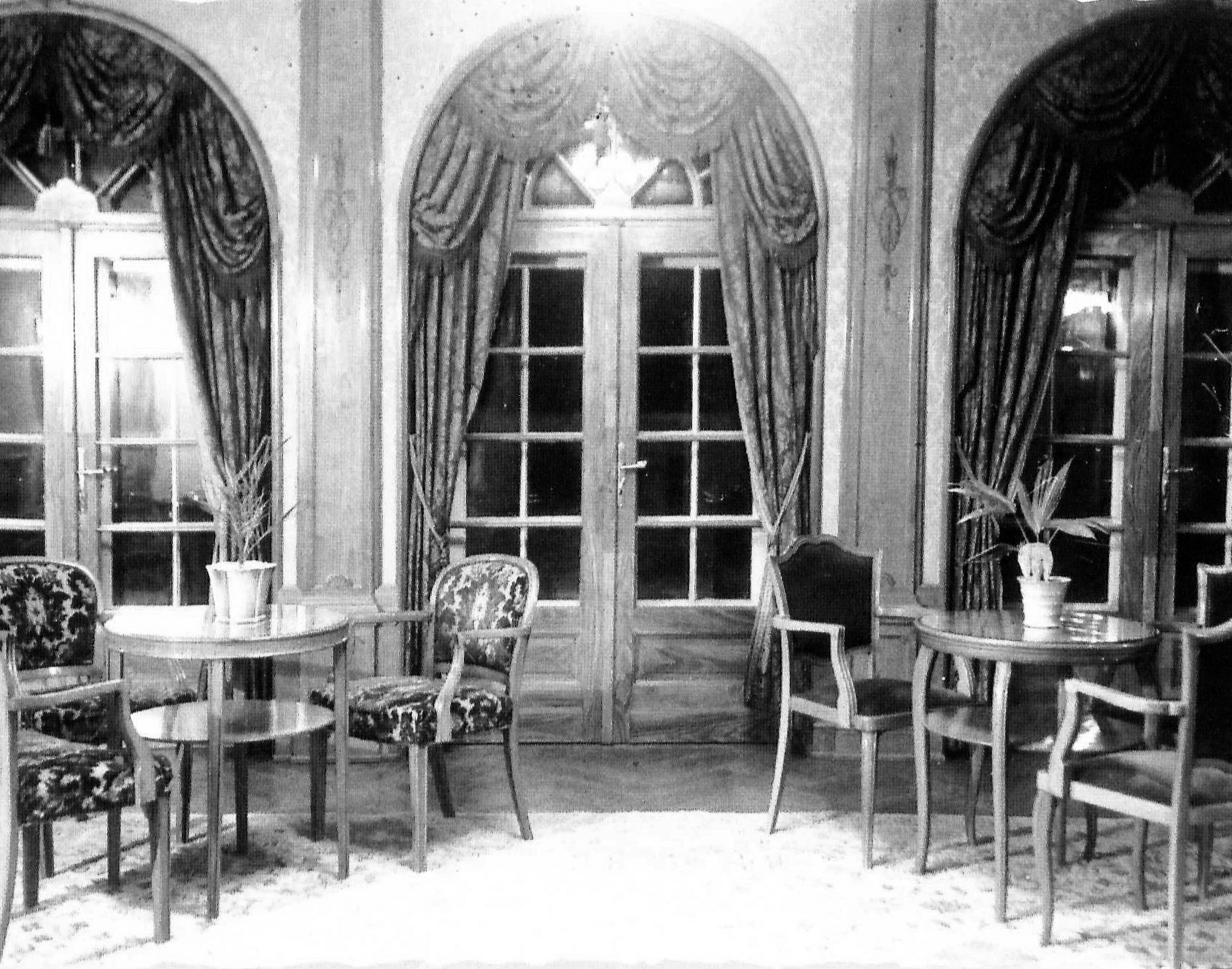
Parlor do Palace Hotel (1936). Hungria.

## História
Na idade média, membros de uma ordem religiosa francesa fizeram voto de silêncio, Só podiam se comunicar em uma sala especial, que foi denominada de parlëure, que deriva da palavra parleur, do francês antigo.
No final do século XIV, os ingleses e franceses passaram a denominar de parlure, sala privada ao lado do corredor principal de uma casa senhorial, onde conversas privadas eram realizadas, ou a sala em um edifício municipal onde acontecem as conferências.
No século XVI, na Inglaterra, a classe média britânica e americana passa a se preocupar com a decoração da sala que recebia as visitas, que geralmente ficava voltada para a rua, e a sala que originalmente se chamava parlour passou a ser chamada de living room.
Na década de 1880, os americanos começam a aplicar a palavra parlour a comércios bem equipados e que se dedica a um negócio específico. Como a Ice Cream Parlour e Funeral Parlour.